# اوارت جونز
اوارت جونز (Ewart Jones) زادهٔ ۱۶ مارس ۱۹۱۱، درگذشت ۷ مه ۲۰۰۲، یک دانشمند شیمی آلی ولزی و همکار انجمن سلطنتی بود که زمینهٔ فعالیتش باعث شناسایی شیمی پدیده‌های طبیعی، ویتامین‌ها، استروئیدها و ترپن‌ها شد. او در نهایت توانست اکسیداسیون جونز را به جهان معرفی کند.

## زندگی
جونز در ورکسام به دنیا آمد و در یک روستای کوچک در ولز بزرگ شد. او در فاصلهٔ ۱۹۲۴ تا ۱۹۲۷ خواهر، مادربزرگ و پدرش را از دست داد. او در ۱۹۲۹ وارد دانشگاه بنگور شد تا در رشتهٔ فیزیک ادامه تحصیل دهد اما در ۱۹۳۲ یک مدرک افتخاری در شیمی دریافت کرد. او به دانشگاه دعوت شد و دو سال آنجا ماند.
جونز در ۱۹۴۰ جایزه و نشان ملدولا را دریافت کرد.